# Frederik Willem I van Pruisen

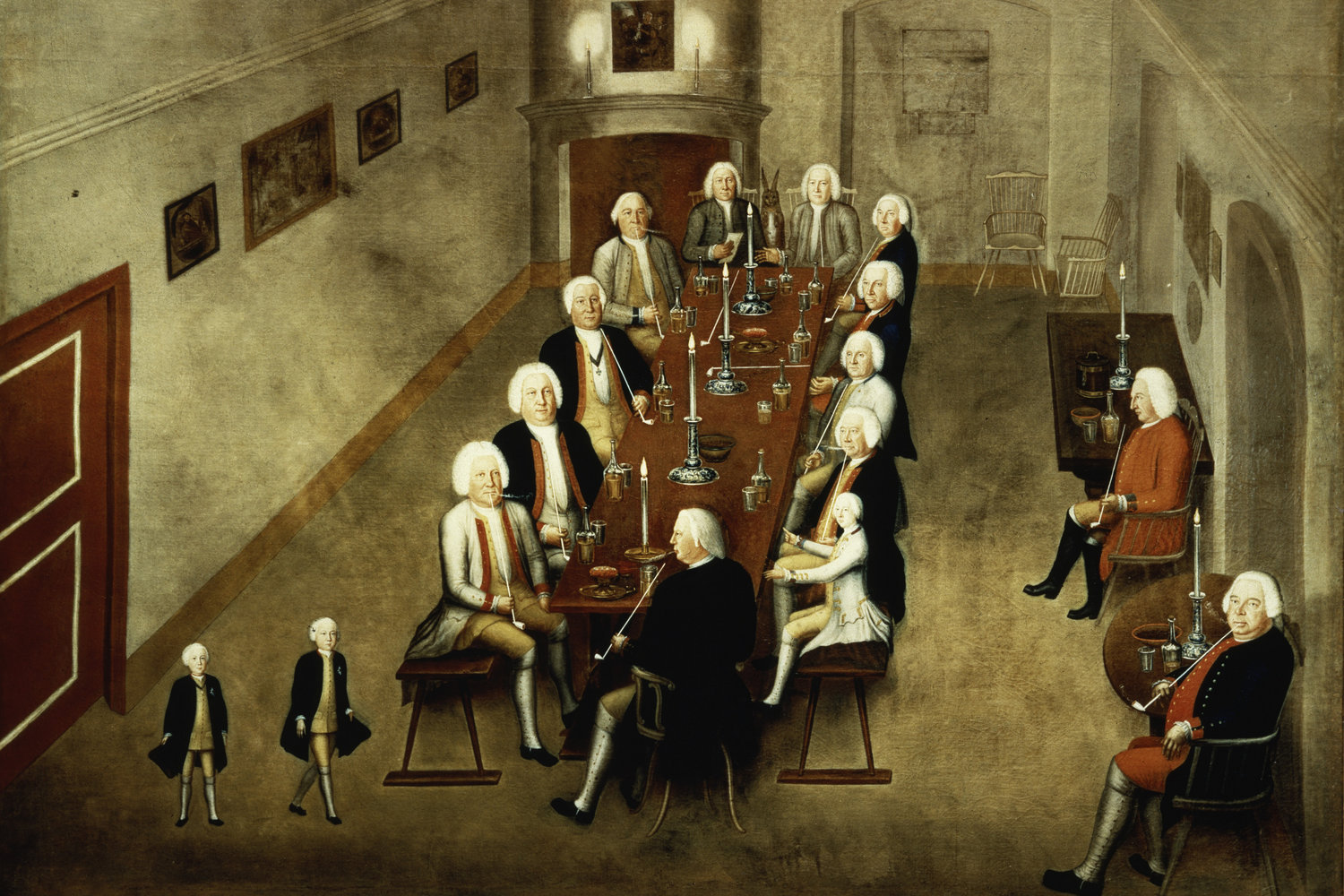
Het tabakscollege aan het werk - Frederik II zit rechts vooraan

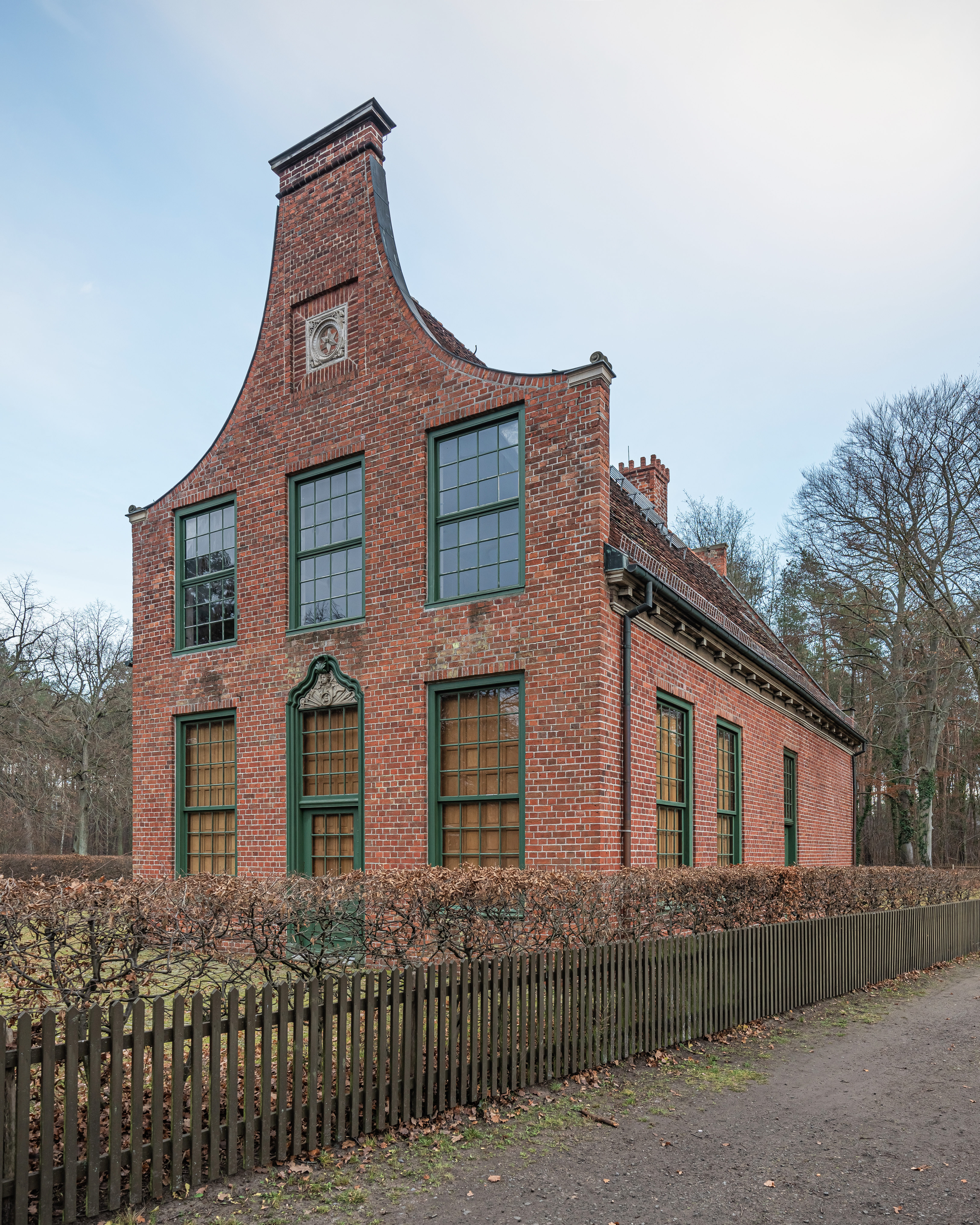
Jachtslot Stern in de bossen van Potsdam, gebouwd door Cornelis van den Bosch, afkomstig uit Haarlem

Frederik Willem I (Duits: Friedrich Wilhelm I.) (Berlijn, 14 augustus 1688 – Potsdam, 31 mei 1740) was koning in Pruisen en keurvorst van Brandenburg (als Frederik Willem II) van 1713 tot zijn dood. Hij was in personele unie de soevereine vorst van het vorstendom Neuchâtel.
De koning verwierf een militaristische reputatie door zijn voorliefde voor militair vertoon, hetgeen leidde tot zijn bijzondere inspanningen om de langste mannen die hij kon vinden in heel Europa te huren voor een speciaal regiment, de Potsdammer Reuzen ook wel de Lange Kerls genaamd. Om in aanmerking te komen voor dit regiment moest een rekruut minimaal "sechs preußischen Fuß“ (1,88 meter) zijn. Hij stond bekend als de Soldatenkoning (Duits: Soldatenkönig).

## Biografie
Na de Vrede van Utrecht (1713) concentreerde Frederik Willem zich op het uitbouwen van het Pruisisch leger, omdat Saksen in de Grote Noordse Oorlog streed tegen Zweden. Frederik Willem was een zeer kundige bestuurder en administrateur en de grondlegger van de Pruisische ambtenarenstaat. Hij stelde regels op voor ambtenaren, waarin alle taken stonden beschreven. Als een minister niet op een vergadering kwam, hield Frederik Willem zijn loon in. In 1717 voerde hij een leerplicht in, de belastingen werden hervormd en in 1733 voerde hij de dienstplicht in.
Frederik Willem was tegen overbodige uitgaven, uitgezonderd het leger. In 1717 ruilde hij met August de Sterke 151 stuks Chinees porselein tegen een regiment van 600 soldaten. Hij hief het orkest op dat de zes Brandenburger Concerten van Johann Sebastian Bach, die op een aanstelling vlaste, had moeten spelen. Hij leefde sober en werkte hard voor het welzijn van zijn volk. Iedere opsmuk liet hij weghalen of wit overschilderen. 's Avonds rookte hij pijp en dronk zijn bier, waarbij allerlei onderwerpen ter sprake kwamen. Toen hij de Pruisische Academie van Wetenschappen vroeg uit te zoeken waarom champagne borrelde, bestelde zij veertig flessen om het probleem te kunnen oplossen. Frederik Willem antwoordde dat hij de rest van zijn leven liever in onwetendheid wilde blijven. Hij was een absolute monarch en wars van alle franje. Hij geloofde in predestinatie en had een bewondering voor Nederland. Frederik Willem bracht twee keer een bezoek aan de Republiek.
Frederik Willem was op het manische af betrokken bij zelfs maar de kleinste zaken in zijn land. In zijn slot brandde geen kaars te veel. Hij was een vader voor zijn volk op oudtestamentische wijze: hij moedigde boerenbedrijven aan, liet moerassen droogleggen, liet graan opslaan in tijden van overschot en verkocht het in minder goede tijden. In 1727 werd hij overvallen door melancholie en beïnvloed door het piëtisme. De koning lag de hele dag in bed te bidden of psalmen te zingen. 's Nachts dwaalde hij door het paleis. Frederik Willem leed aan porfyrie, een erfelijke aandoening. Men vreesde dat hij gek zou worden en soms was dat ook zo. Herman Boerhaave weigerde een aanstelling in Berlijn.
Frederik Willem kon erg streng en hard zijn. Hij wilde dat zijn oudste zoon, Frederik II, een goed soldaat zou worden. Deze kreeg op zijn zesde al zijn eigen regiment toegewezen en werd geslagen als hij van een paard viel of als hij bij koud weer handschoenen droeg. Toen Frederik in 1730 probeerde naar Engeland te vluchten, werd hij gedwongen toe te kijken hoe zijn vriend Von Katte voor zijn ogen werd onthoofd. Toen Frederik Willem terugkeerde naar Berlijn, begroette hij zijn vrouw met een leugen: Je onwaardige zoon is dood. Een jaar later dwong hij Frederik te trouwen met Elisabeth Christine van Brunswijk-Bevern.
Frederik Willem moest niets hebben van musici, wetenschappers en intellectuelen en ook niets van alles wat Frans was. De soldatenkoning was gefascineerd door zijn leger, dat door de staat moest worden ondersteund. Hij hield van soldaten als een vrek van zijn geld. Frederik Willem zette zijn leger dan ook niet in in internationale conflicten, daar vond hij het te kostbaar voor. Frederik Willem richtte in 1726 een regiment op, de Potsdammer Reuzen, waarin hij de langste mannen van zijn leger plaatste. De boekhouding van dat regiment, waaraan hij een vermogen spendeerde, liet hij vlak voor zijn dood verbranden.
De enige luxe die hij zich tijdens zijn leven veroorloofde was het jachtslot Stern, rond 1731 gebouwd door de Haarlemmer Cornelis van den Bosch, die deel uitmaakte van het regiment Lange Kerls. Potsdam werd in 1732 uitgebouwd tot garnizoensstad, onder leiding van de Amsterdamse timmerman Jan Bouman, die daar de Hollandse wijk opzette. Eerder dat jaar hielp Frederik Willem 14.000 protestantse kolonisten uit Salzburg zich in en rond Koningsbergen in Oost-Pruisen te vestigen.

## Huwelijk en kinderen
Hij was getrouwd met Sophia Dorothea van Hannover (1687 - 1757), de dochter van George I van Groot-Brittannië, met wie hij 14 kinderen had:
- Frederik Lodewijk (1707-1708). Hij overleed door een te dicht bij de wieg afgevuurd vreugdesalvo.
- Frederika Sophia Wilhelmina (1709-1758), gehuwd met markgraaf Frederik van Brandenburg-Bayreuth (1711-1763) en de lievelingszuster van Frederik II
- Frederik Willem (1710-1711). Hij overleed nadat de zware kroningskroon die hem bij de doop werd opgezet, zijn schedeltje indrukte.
- Frederik II (1712-1786) getrouwd met Elisabeth Christine van Brunswijk-Wolfenbüttel, dochter van hertog Ferdinand Albrecht II van Brunswijk-Bevern
- Charlotte (1713-1714)
- Frederike Louise (1714-1784), gehuwd met markgraaf Karel Willem Frederik van Brandenburg-Ansbach (1712-1757)
- Philippina Charlotte (1716-1801), gehuwd met hertog Karel I van Brunswijk (1713-1780)
- Lodewijk Karel (1717-1719)
- Sophia Dorothea (1719-1765), gehuwd met markgraaf Frederik Willem van Brandenburg-Schwedt (1700-1771)
- Louisa Ulrika (1720-1782), gehuwd met koning Adolf Frederik van Zweden (1710-1771)
- August Willem (1722-1758), gehuwd met Louise Amalia van Brunswijk-Wolfenbüttel (1722-1780), dochter van hertog Ferdinand Albrecht II van Brunswijk-Bevern
- Anna Amalia (1723-1787), abdis van Quedlinburg
- Frederik Hendrik (1726-1802), gehuwd met Wilhelmina van Hessen-Kassel (1726-1808), dochter van landgraaf Maximiliaan van Hessen-Kassel
- August Ferdinand (1730-1813), gehuwd met prinses Anna (1738-1820), dochter van Frederik Willem van Brandenburg-Schwedt

## Kwartierstaat
| Georg Willem van Brandenburg (1595-1640) | Georg Willem van Brandenburg (1595-1640) | Georg Willem van Brandenburg (1595-1640) | Georg Willem van Brandenburg (1595-1640) | Georg Willem van Brandenburg (1595-1640)      | Georg Willem van Brandenburg (1595-1640)      | Elisabeth Charlotte van de Palts (1597-1660)  | Elisabeth Charlotte van de Palts (1597-1660)  | Elisabeth Charlotte van de Palts (1597-1660)  | Elisabeth Charlotte van de Palts (1597-1660)  | Elisabeth Charlotte van de Palts (1597-1660) | Elisabeth Charlotte van de Palts (1597-1660) |                                    |                                    | Frederik Hendrik van Oranje (1584–1647) | Frederik Hendrik van Oranje (1584–1647) | Frederik Hendrik van Oranje (1584–1647) | Frederik Hendrik van Oranje (1584–1647) | Frederik Hendrik van Oranje (1584–1647) | Frederik Hendrik van Oranje (1584–1647) | Amalia van Solms (1602−1675)            | Amalia van Solms (1602−1675)            | Amalia van Solms (1602−1675)            | Amalia van Solms (1602−1675)            | Amalia van Solms (1602−1675) | Amalia van Solms (1602−1675) |  |  | George van Brunswijk-Calenberg (1582-1641) | George van Brunswijk-Calenberg (1582-1641) | George van Brunswijk-Calenberg (1582-1641) | George van Brunswijk-Calenberg (1582-1641) | George van Brunswijk-Calenberg (1582-1641)      | George van Brunswijk-Calenberg (1582-1641)      | Anna Eleonora van Hessen-Darmstadt (1601-1659)  | Anna Eleonora van Hessen-Darmstadt (1601-1659)  | Anna Eleonora van Hessen-Darmstadt (1601-1659)  | Anna Eleonora van Hessen-Darmstadt (1601-1659)  | Anna Eleonora van Hessen-Darmstadt (1601-1659) | Anna Eleonora van Hessen-Darmstadt (1601-1659) |                                           |                                           | Frederik V van de Palts (1596-1632)       | Frederik V van de Palts (1596-1632)       | Frederik V van de Palts (1596-1632) | Frederik V van de Palts (1596-1632) | Frederik V van de Palts (1596-1632) | Frederik V van de Palts (1596-1632) | Elizabeth Stuart (1596-1662)    | Elizabeth Stuart (1596-1662)    | Elizabeth Stuart (1596-1662) | Elizabeth Stuart (1596-1662) | Elizabeth Stuart (1596-1662) | Elizabeth Stuart (1596-1662) |  |  |  |  |  |  |  |  |  |  |  |  |  |  |  |  |  |  |  |  |  |  |  |  |  |  |  |  |  |  |  |  |  |  |  |  |  |  |  |  |  |  |  |  |  |  |  |  |
| Georg Willem van Brandenburg (1595-1640) | Georg Willem van Brandenburg (1595-1640) | Georg Willem van Brandenburg (1595-1640) | Georg Willem van Brandenburg (1595-1640) | Georg Willem van Brandenburg (1595-1640)      | Georg Willem van Brandenburg (1595-1640)      | Elisabeth Charlotte van de Palts (1597-1660)  | Elisabeth Charlotte van de Palts (1597-1660)  | Elisabeth Charlotte van de Palts (1597-1660)  | Elisabeth Charlotte van de Palts (1597-1660)  | Elisabeth Charlotte van de Palts (1597-1660) | Elisabeth Charlotte van de Palts (1597-1660) |                                    |                                    | Frederik Hendrik van Oranje (1584–1647) | Frederik Hendrik van Oranje (1584–1647) | Frederik Hendrik van Oranje (1584–1647) | Frederik Hendrik van Oranje (1584–1647) | Frederik Hendrik van Oranje (1584–1647) | Frederik Hendrik van Oranje (1584–1647) | Amalia van Solms (1602−1675)            | Amalia van Solms (1602−1675)            | Amalia van Solms (1602−1675)            | Amalia van Solms (1602−1675)            | Amalia van Solms (1602−1675) | Amalia van Solms (1602−1675) |  |  | George van Brunswijk-Calenberg (1582-1641) | George van Brunswijk-Calenberg (1582-1641) | George van Brunswijk-Calenberg (1582-1641) | George van Brunswijk-Calenberg (1582-1641) | George van Brunswijk-Calenberg (1582-1641)      | George van Brunswijk-Calenberg (1582-1641)      | Anna Eleonora van Hessen-Darmstadt (1601-1659)  | Anna Eleonora van Hessen-Darmstadt (1601-1659)  | Anna Eleonora van Hessen-Darmstadt (1601-1659)  | Anna Eleonora van Hessen-Darmstadt (1601-1659)  | Anna Eleonora van Hessen-Darmstadt (1601-1659) | Anna Eleonora van Hessen-Darmstadt (1601-1659) |                                           |                                           | Frederik V van de Palts (1596-1632)       | Frederik V van de Palts (1596-1632)       | Frederik V van de Palts (1596-1632) | Frederik V van de Palts (1596-1632) | Frederik V van de Palts (1596-1632) | Frederik V van de Palts (1596-1632) | Elizabeth Stuart (1596-1662)    | Elizabeth Stuart (1596-1662)    | Elizabeth Stuart (1596-1662) | Elizabeth Stuart (1596-1662) | Elizabeth Stuart (1596-1662) | Elizabeth Stuart (1596-1662) |  |  |  |  |  |  |  |  |  |  |  |  |  |  |  |  |  |  |  |  |  |  |  |  |  |  |  |  |  |  |  |  |  |  |  |  |  |  |  |  |  |  |  |  |  |  |  |  |
|                                          |                                          |                                          |                                          |                                               |                                               |                                               |                                               |                                               |                                               |                                              |                                              |                                    |                                    |                                         |                                         |                                         |                                         |                                         |                                         |                                         |                                         |                                         |                                         |                              |                              |  |  |                                            |                                            |                                            |                                            |                                                 |                                                 |                                                 |                                                 |                                                 |                                                 |                                                |                                                |                                           |                                           |                                           |                                           |                                     |                                     |                                     |                                     |                                 |                                 |                              |                              |                              |                              |  |  |  |  |  |  |  |  |  |  |  |  |  |  |  |  |  |  |  |  |  |  |  |  |  |  |  |  |  |  |  |  |  |  |  |  |  |  |  |  |  |  |  |  |  |  |  |  |
|                                          |                                          |                                          |                                          | Frederik Willem I van Brandenburg (1620-1688) | Frederik Willem I van Brandenburg (1620-1688) | Frederik Willem I van Brandenburg (1620-1688) | Frederik Willem I van Brandenburg (1620-1688) | Frederik Willem I van Brandenburg (1620-1688) | Frederik Willem I van Brandenburg (1620-1688) |                                              |                                              |                                    |                                    |                                         |                                         | Louise Henriëtte van Nassau (1627-1667) | Louise Henriëtte van Nassau (1627-1667) | Louise Henriëtte van Nassau (1627-1667) | Louise Henriëtte van Nassau (1627-1667) | Louise Henriëtte van Nassau (1627-1667) | Louise Henriëtte van Nassau (1627-1667) |                                         |                                         |                              |                              |  |  |                                            |                                            |                                            |                                            | Ernst August van Brunswijk-Lüneburg (1629-1698) | Ernst August van Brunswijk-Lüneburg (1629-1698) | Ernst August van Brunswijk-Lüneburg (1629-1698) | Ernst August van Brunswijk-Lüneburg (1629-1698) | Ernst August van Brunswijk-Lüneburg (1629-1698) | Ernst August van Brunswijk-Lüneburg (1629-1698) |                                                |                                                |                                           |                                           |                                           |                                           | Sophia van de Palts (1630-1714)     | Sophia van de Palts (1630-1714)     | Sophia van de Palts (1630-1714)     | Sophia van de Palts (1630-1714)     | Sophia van de Palts (1630-1714) | Sophia van de Palts (1630-1714) |                              |                              |                              |                              |  |  |  |  |  |  |  |  |  |  |  |  |  |  |  |  |  |  |  |  |  |  |  |  |  |  |  |  |  |  |  |  |  |  |  |  |  |  |  |  |  |  |  |  |  |  |  |  |
|                                          |                                          |                                          |                                          | Frederik Willem I van Brandenburg (1620-1688) | Frederik Willem I van Brandenburg (1620-1688) | Frederik Willem I van Brandenburg (1620-1688) | Frederik Willem I van Brandenburg (1620-1688) | Frederik Willem I van Brandenburg (1620-1688) | Frederik Willem I van Brandenburg (1620-1688) |                                              |                                              |                                    |                                    |                                         |                                         | Louise Henriëtte van Nassau (1627-1667) | Louise Henriëtte van Nassau (1627-1667) | Louise Henriëtte van Nassau (1627-1667) | Louise Henriëtte van Nassau (1627-1667) | Louise Henriëtte van Nassau (1627-1667) | Louise Henriëtte van Nassau (1627-1667) |                                         |                                         |                              |                              |  |  |                                            |                                            |                                            |                                            | Ernst August van Brunswijk-Lüneburg (1629-1698) | Ernst August van Brunswijk-Lüneburg (1629-1698) | Ernst August van Brunswijk-Lüneburg (1629-1698) | Ernst August van Brunswijk-Lüneburg (1629-1698) | Ernst August van Brunswijk-Lüneburg (1629-1698) | Ernst August van Brunswijk-Lüneburg (1629-1698) |                                                |                                                |                                           |                                           |                                           |                                           | Sophia van de Palts (1630-1714)     | Sophia van de Palts (1630-1714)     | Sophia van de Palts (1630-1714)     | Sophia van de Palts (1630-1714)     | Sophia van de Palts (1630-1714) | Sophia van de Palts (1630-1714) |                              |                              |                              |                              |  |  |  |  |  |  |  |  |  |  |  |  |  |  |  |  |  |  |  |  |  |  |  |  |  |  |  |  |  |  |  |  |  |  |  |  |  |  |  |  |  |  |  |  |  |  |  |  |
|                                          |                                          |                                          |                                          |                                               |                                               |                                               |                                               |                                               |                                               | Frederik I van Pruisen (1657-1713)           | Frederik I van Pruisen (1657-1713)           | Frederik I van Pruisen (1657-1713) | Frederik I van Pruisen (1657-1713) | Frederik I van Pruisen (1657-1713)      | Frederik I van Pruisen (1657-1713)      |                                         |                                         |                                         |                                         |                                         |                                         |                                         |                                         |                              |                              |  |  |                                            |                                            |                                            |                                            |                                                 |                                                 |                                                 |                                                 |                                                 |                                                 | Sophie Charlotte van Hannover (1668-1705)      | Sophie Charlotte van Hannover (1668-1705)      | Sophie Charlotte van Hannover (1668-1705) | Sophie Charlotte van Hannover (1668-1705) | Sophie Charlotte van Hannover (1668-1705) | Sophie Charlotte van Hannover (1668-1705) |                                     |                                     |                                     |                                     |                                 |                                 |                              |                              |                              |                              |  |  |  |  |  |  |  |  |  |  |  |  |  |  |  |  |  |  |  |  |  |  |  |  |  |  |  |  |  |  |  |  |  |  |  |  |  |  |  |  |  |  |  |  |  |  |  |  |
|                                          |                                          |                                          |                                          |                                               |                                               |                                               |                                               |                                               |                                               | Frederik I van Pruisen (1657-1713)           | Frederik I van Pruisen (1657-1713)           | Frederik I van Pruisen (1657-1713) | Frederik I van Pruisen (1657-1713) | Frederik I van Pruisen (1657-1713)      | Frederik I van Pruisen (1657-1713)      |                                         |                                         |                                         |                                         |                                         |                                         |                                         |                                         |                              |                              |  |  |                                            |                                            |                                            |                                            |                                                 |                                                 |                                                 |                                                 |                                                 |                                                 | Sophie Charlotte van Hannover (1668-1705)      | Sophie Charlotte van Hannover (1668-1705)      | Sophie Charlotte van Hannover (1668-1705) | Sophie Charlotte van Hannover (1668-1705) | Sophie Charlotte van Hannover (1668-1705) | Sophie Charlotte van Hannover (1668-1705) |                                     |                                     |                                     |                                     |                                 |                                 |                              |                              |                              |                              |  |  |  |  |  |  |  |  |  |  |  |  |  |  |  |  |  |  |  |  |  |  |  |  |  |  |  |  |  |  |  |  |  |  |  |  |  |  |  |  |  |  |  |  |  |  |  |  |
|                                          |                                          |                                          |                                          |                                               |                                               |                                               |                                               |                                               |                                               |                                              |                                              |                                    |                                    |                                         |                                         |                                         |                                         |                                         |                                         |                                         |                                         |                                         |                                         |                              |                              |  |  |                                            |                                            |                                            |                                            |                                                 |                                                 |                                                 |                                                 |                                                 |                                                 |                                                |                                                |                                           |                                           |                                           |                                           |                                     |                                     |                                     |                                     |                                 |                                 |                              |                              |                              |                              |  |  |  |  |  |  |  |  |  |  |  |  |  |  |  |  |  |  |  |  |  |  |  |  |  |  |  |  |  |  |  |  |  |  |  |  |  |  |  |  |  |  |  |  |  |  |  |  |
|                                          |                                          |                                          |                                          |                                               |                                               |                                               |                                               |                                               |                                               |                                              |                                              |                                    |                                    |                                         |                                         |                                         |                                         |                                         |                                         |                                         |                                         |                                         |                                         |                              |                              |  |  |                                            |                                            |                                            |                                            |                                                 |                                                 |                                                 |                                                 |                                                 |                                                 |                                                |                                                |                                           |                                           |                                           |                                           |                                     |                                     |                                     |                                     |                                 |                                 |                              |                              |                              |                              |  |  |  |  |  |  |  |  |  |  |  |  |  |  |  |  |  |  |  |  |  |  |  |  |  |  |  |  |  |  |  |  |  |  |  |  |  |  |  |  |  |  |  |  |  |  |  |  |
|                                          |                                          |                                          |                                          |                                               |                                               |                                               |                                               |                                               |                                               |                                              |                                              |                                    |                                    |                                         |                                         |                                         |                                         | Frederik August van Pruisen (1685-1686) | Frederik August van Pruisen (1685-1686) | Frederik August van Pruisen (1685-1686) | Frederik August van Pruisen (1685-1686) | Frederik August van Pruisen (1685-1686) | Frederik August van Pruisen (1685-1686) |                              |                              |  |  |                                            |                                            | Frederik Willem I van Pruisen (1688-1740)  | Frederik Willem I van Pruisen (1688-1740)  | Frederik Willem I van Pruisen (1688-1740)       | Frederik Willem I van Pruisen (1688-1740)       | Frederik Willem I van Pruisen (1688-1740)       | Frederik Willem I van Pruisen (1688-1740)       |                                                 |                                                 |                                                |                                                |                                           |                                           |                                           |                                           |                                     |                                     |                                     |                                     |                                 |                                 |                              |                              |                              |                              |  |  |  |  |  |  |  |  |  |  |  |  |  |  |  |  |  |  |  |  |  |  |  |  |  |  |  |  |  |  |  |  |  |  |  |  |  |  |  |  |  |  |  |  |  |  |  |  |

Hertogen: Albrecht · Albrecht Frederik · Johan Sigismund · George Willem · Frederik Willem · Frederik

Koningen: Frederik I · Frederik Willem I · Frederik II de Grote · Frederik Willem II · Frederik Willem III · Frederik Willem IV · Wilhelm I · Frederik III · Wilhelm II